# Volkswagen Touran
Volkswagen Touran je střední pětidveřové MPV, které od roku 2003 vyrábí německá automobilka Volkswagen.

## Popis
Automobil Touran je další MPV, které je menší, než souběžně prodávaný model Sharan, ale větší než model Golf Plus. V Japonsku se automobil prodává pod názvem VW Golf Touran. V roce 2007 byl prvním automobilem značky Volkswagen vybavený novým parkovacím asistentem. Ten umí zaparkovat samostatně mezi 2 jiné vozy. V roce 2010 prošel vůz faceliftem a design byl sjednocen s dalšími vozy Volkswagen.
Na autosalonu v Boloni 2006 byl představen Cross Touran. Oproti sériové verzi má oplastování spodní části vozu a o 15 mm vyšší světlou výšku. Po Golfu a Polu je třetím automobilem s přídomkem Cross vyvinutým automobilkou Volkswagen.
Automobil vyhrál ocenění MPV roku 2005 časopisu What Car?. V testech Euro NCAP získal 5 hvězdiček. Upravený Touran byl také hlavním automobilem jednoho z hrdinů Rychle a Zběsile 3: Tokijská jízda.

## Rozměry

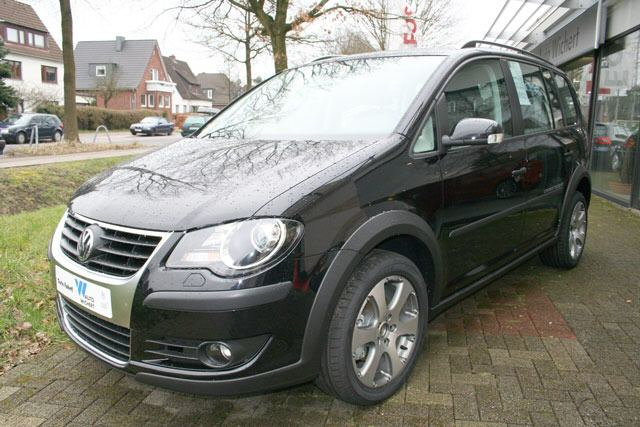
Cross Touran

| Rozvor | 2680 mm |
| Délka  | 4405 mm |
| Šířka  | 1795 mm |
| Výška  | 1635 mm |

## Motory
- 1.4 TSI — 140 PS (138 hp/103 kW) / 170 PS (168 hp/125 kW)
- 1.4 TGI - 110 kW / 150 hp 2010-2015 (CNG)
- 1.6 MPI — 102 PS (101 hp/75 kW) (do roku 2009)
- 1.6 FSI — 115 PS (113 hp/85 kW)
- 2.0 FSI — 150 PS (148 hp/110 kW) (do roku 2006)
- 1.9 TDI — 90 PS (89 hp/66 kW); 100 PS (99 hp/74 kW) or 105 PS (104 hp/77 kW) (Diesel)
- 2.0 TDI — 136 PS (134 hp/100 kW) / 140 PS (138 hp/103 kW) / 170 PS (168 hp/125 kW) (Diesel)
- 2.0 TDI — 140 PS (138 hp/103 kW) (Common Rail Diesel)
- 2.0 EcoFuel — 109 PS (108 hp/80 kW) (CNG)